# خوان آلوارز
خوان آلوارز (انگلیسی: Juan Álvarez; ۲۷ ژانویهٔ ۱۷۹۰ – ۲۱ اوت ۱۸۶۷) سیاست‌مدار اهل مکزیک بود.